# Smart (bilmærke)
 For alternative betydninger, se Smart. (Se også artikler, som begynder med Smart)
Smart er et bilmærke under Daimler AG, som er specialiseret i fremstilling af mikrobiler. Virksomheden har hovedsæde Böblingen i Tyskland og den primære fabrik Hambach i Frankrig. Virksomhedens køretøjer markedsføres som smart med et logo, der også gør brug af bogstavet "c" for "compact" og en pil for "forward thinking".

## Smart i Danmark
Mærket har været uden betydning i Danmark indtil midten af 2007. Ændringen af registreringsafgiftsloven den 25-04-2007 medførte, at dieseldrevne personbiler fik et nedslag i registreringsafgiften på kr. 4.000 pr km/l, de kunne køre over 18 km/l. Samtidig blev der indført diverse fradrag for sikkerhedsudstyr. Dette gjorde Smarten til en prismæssig attraktiv bil,[kilde mangler] der fra ny af i grundversionen kan fås for under 95.000kr mod tidligere omkring kr. 160.000.-
Importen blev startet af Eurobiler i Herlev, og siden marts 2009 har også Mercedes importøren igen begyndt med at tage Smart biler til Danmark. Markedet er stærkt  ombejlet, og der er diverse parallelimportører, der henter Smart biler fra forskellige europæiske lande.

## Modeller
Smart er hovedsagelig kendt for 2 personers Coupe modeller, men mærket har i en periode ligeledes produceret roadster og firepersoners modellen fourfour.
I Danmark er stor set alle registrerede Smart biler Fortwo modeller.
Modellen 451 kom i maj 2007. Den kan nemt genkendes ved at have to baglygter mod tidligere tre.
Modellen 450 blev produceret fra 1998 til maj 2007, kendetegnet er her tre baglygter.